# Comuna Dicmo, Split-Dalmația
Dicmo este o comună în cantonul Split-Dalmația, Croația, având o populație de 2.802 locuitori (2011).

## Demografie
Componența etnică a comunei Dicmo
     Croați (97,68%)
     Sârbi (2,03%)
     Necunoscut (0,04%)
     Neclasificat (0,21%)
Componența confesională a comunei Dicmo
     Catolici (97,22%)
     Ortodocși (2,18%)
     Necunoscută (0,29%)
     Alte religii (0,32%)
Conform recensământului din 2011, comuna Dicmo avea 2.802 locuitori. Din punct de vedere etnic, majoritatea locuitorilor (97,68%) erau croați, cu o minoritate de sârbi (2,03%). Apartenența etnică nu este cunoscută în cazul a 0,04% din locuitori. Din punct de vedere confesional, majoritatea locuitorilor (97,22%) erau catolici, cu o minoritate de ortodocși (2,18%). Pentru 0,29% din locuitori nu este cunoscută apartenența confesională.